# Equilibrio dinamico
In chimica, l'equilibrio dinamico è una proprietà delle reazioni reversibili.
All'equilibrio, nel sistema di reazione non si osservano più variazioni delle concentrazioni dei prodotti e dei reagenti, pertanto nel sistema apparentemente non accade nulla, tuttavia dicesi dinamico in quanto, in realtà, le velocità delle reazioni diretta e inversa all'equilibrio si eguagliano, annullando a livello macroscopico l'una l'effetto dell'altra.

## Esempi
- La continua produzione di carbonio-14 nell'alta atmosfera e il suo decadimento per radioattività naturale portano a un equilibrio dinamico, per cui possiamo pensare che la concentrazione di questo elemento sia caratteristica del periodo storico.
- Equilibrio di sedimentazione: si presenta quando, in una soluzione sovrassatura, il numero di particelle che si solubilizza (passando dal corpo di fondo al solvente), è uguale alla quantità di quelle che precipitano; apparentemente la situazione è stabile, perché la molarità non cambia, ma in realtà avviene un continuo ricambio di molecole.
- Una cosa simile succede anche nel momento in cui, in una pentola a pressione, la quantità di molecole evaporate è uguale al numero di quelle condensate. In questo caso il parametro chimico-fisico che resta uguale è la tensione di vapore.